# Jacques Donnay
Pour les articles homonymes, voir Donnay.
Jacques Donnay, né le 7 janvier 1925 à Lille (Nord) où il est mort le 13 mars 2024, est un homme politique français.

## Biographie
Jacques Donnay naît le 7 janvier 1925 à Lille.
Lors des élections de 1992, les socialistes perdent leur bastion du Nord au profit de la droite et Jacques Donnay prend la présidence du conseil général. En 1998, Donnay n'est pas candidat à un nouveau mandat. La gauche récupère 15 cantons et redevient majoritaire, le socialiste Bernard Derosier lui succède à la tête du département.
Passionné de tennis, il préside la ligue des Flandres durant 25 ans. La commune de La Madeleine lui rend hommage en donnant son nom au pôle raquettes inauguré en janvier 2018,. 
Il meurt à Lille (Nord) le 13 mars 2024 à l'âge de 99 ans,.

## Détail des fonctions et des mandats
Mandats parlementaires
- 17 octobre 1999 - 30 septembre 2001 : sénateur du Nord
- 19 juillet 1994 - 19 juillet 1999 : député européen[6]

Mandats locaux
- 21 mars 1982 - 22 mars 1998 : conseiller général du Canton de Lille-Centre

- 29 mars 1992 - 22 mars 1998 : président du Conseil général du Nord[7]